# إديث ويليس لين فوربس
إديث ويليس لين فوربس (بالإنجليزية: Edith Willis Linn Forbes)‏ (19 فبراير 1865، نيويورك في الولايات المتحدة - 1 أكتوبر 1945 في الولايات المتحدة)؛ كاتِبة وشاعرة أمريكية.